# Indy NXT 2023
La stagione 2023 è la 21ª stagione del campionato Indy NXT, serie propedeutica della IndyCar Series. Il campionato fino prima del 2023 era conosciuto con il nome Indy Lights, ma con acquisizione della serie da parte di Penske Entertainment, nel 2022 viene rinominato.

## Cambi di regolamento e premi
Il 22 giugno 2022, è stato annunciato che dopo sette stagioni, Cooper Tires sarà sostituita come fornitore di pneumatici da Firestone.
Come il rebrand del campionato vengono modificati i premi per i piloti. Il vincitore della serie riceverà una borsa di studio di 850.000 $ da spendere per due test, uno al Texas Motor Speedway e altro all'Indianapolis Motor Speedway, inoltre avrà la possibilità di partecipare alle prossima 500 Miglia di Indianapolis e un'ulteriore gara in IndyCar Series. Il secondo e terzo classificato riceveranno rispettivamente 125.000$ e 65.000$.

## Calendario
Il calendario viene definito il 3 novembre del 2022 ed non ci sono cambiamenti rispetto alla scorsa stagione.
Il 22 febbraio 2023, INDYCAR e Indianapolis Motor Speedway si sono divisi le due gare NXT all'Indianapolis Motor Speedway. Originariamente previsto per due gare durante il primo fine settimana della riunione di maggio, una gara è stata spostata al venerdì della riunione NASCAR Verizon 200 di agosto.
| Rd. | Data         | Circuito                                 | Città                     |
| --- | ------------ | ---------------------------------------- | ------------------------- |
| 1   | 5 marzo      | C Circuito cittadino di Saint Petersburg | Saint Petersburg, Florida |
| 2   | 30 aprile    | R Barber Motorsports Park                | Birmingham, Alabama       |
| 3   | 13 maggio    | R Indianapolis Motor Speedway            | Speedway, Indiana         |
| 4   | 3 giugno     | C Circuito di Detroit                    | Detroit, Michigan         |
| 5   | 4 giugno     | C Circuito di Detroit                    | Detroit, Michigan         |
| 6   | 18 giugno    | R Road America                           | Elkhart Lake, Wisconsin   |
| 7   | 2 luglio     | R Circuito di Mid-Ohio                   | Lexington, Ohio           |
| 8   | 22 luglio    | O Iowa Speedway                          | Newton, Iowa              |
| 9   | 6 agosto     | C Nashville Street Circuit               | Nashville, Tennessee      |
| 10  | 12 agosto    | R Indianapolis Motor Speedway            | Speedway, Indiana         |
| 11  | 27 agosto    | O World Wide Technology Raceway          | Madison, Illinois         |
| 12  | 3 settembre  | R Portland International Raceway         | Portland, Oregon          |
| 13  | 9 settembre  | R Circuito di Laguna Seca                | Monterey, California      |
| 14  | 10 settembre | R Circuito di Laguna Seca                | Monterey, California      |

     Ovale corto/Superspeedway
     Circuito stradale
     Circuito cittadino

## Piloti e Team
| Team                           | N. | Piloti               | Stato | Gare          |
| ------------------------------ | -- | -------------------- | ----- | ------------- |
| Abel Motorsport                | 51 | Jacob Abel           |       | Tutti         |
| Abel Motorsport                | 55 | Francesco Pizzi      | R     | 9–10, 13–14   |
| Abel Motorsport                | 57 | Colin Kaminsky       | R     | 1-6, 11       |
| Abel Motorsport                | 57 | Yuven Sundaramoorthy | R     | 9, 12–14      |
| Andretti Autosport             | 26 | Louis Foster         | R     | Tutti         |
| Andretti Autosport             | 27 | Hunter McElrea       |       | Tutti         |
| Andretti Autosport             | 28 | Jamie Chadwick       | R     | Tutti         |
| Andretti Autosport             | 29 | James Roe Jr.        |       | Tutti         |
| Cape Motorsports               | 47 | Enaam Ahmed          | R     | 1-7           |
| Cape Motorsports               | 47 | Matthew Brabham      |       | 9             |
| Cape Motorsports               | 47 | Kiko Porto           | R     | 10, 13–14     |
| Cape Motorsports               | 98 | Jagger Jones         | R     | Tutti         |
| HMD Motorsports                | 21 | Kyffin Simpson       |       | Tutti         |
| HMD Motorsports                | 14 | Josh Pierson         | R     | 1, 3, 6–12    |
| HMD Motorsports                | 14 | Toby Sowery          |       | 2, 4–5, 13–14 |
| HMD con Dale Coyne Racing      | 3  | Josh Green           | R     | 1–6           |
| HMD con Dale Coyne Racing      | 6  | Christian Rasmussen  |       | Tutti         |
| HMD con Dale Coyne Racing      | 7  | Christian Bogle      |       | Tutti         |
| HMD con Dale Coyne Racing      | 10 | Rasmus Lindh         |       | 1             |
| HMD con Dale Coyne Racing      | 10 | Reece Gold           | R     | 3-            |
| HMD con Dale Coyne Racing      | 39 | Nolan Siegel         | R     | Tutti         |
| HMD con Dale Coyne Racing      | 68 | Danial Frost         |       | Tutti         |
| HMD Motorsports con Force Indy | 99 | Ernie Francis Jr.    |       | 1–2, 4–14     |
| Juncos Hollinger Racing        | 75 | Matteo Nannini       | R     | 1-7           |
| Juncos Hollinger Racing        | 75 | Matthew Brabham      |       | 8             |
| Juncos Hollinger Racing        | 75 | Victor Franzoni      |       | 9–10, 12–14   |
| Juncos Hollinger Racing        | 76 | Reece Gold           | R     | 1-2           |
| Juncos Hollinger Racing        | 76 | Rasmus Lindh         |       | 3-14          |

- Legacy Autosport aveva pianificato di entrare nella serie, ma in seguito ha confermato che non lo avrebbe fatto[35].

## Risultati
| Gara | Tracciato        | Pole position       | Giro veloce         | Più giri in testa   | Vincitori           | Vincitori                 | Note   |
| Gara | Tracciato        | Pole position       | Giro veloce         | Più giri in testa   | Piloti              | Team                      | Note   |
| ---- | ---------------- | ------------------- | ------------------- | ------------------- | ------------------- | ------------------------- | ------ |
| 1    | Saint Petersburg | Louis Foster        | Christian Rasmussen | Jacob Abel          | Danial Frost        | HMD con Dale Coyne Racing | [ 36 ] |
| 2    | Barber           | Christian Rasmussen | Christian Rasmussen | Christian Rasmussen | Christian Rasmussen | HMD con Dale Coyne Racing | [ 37 ] |
| 3    | Indianapolis     | Matteo Nannini      | Matteo Nannini      | Matteo Nannini      | Matteo Nannini      | Juncos Hollinger Racing   | [ 38 ] |
| 4    | Detroit          | Louis Foster        | Hunter McElrea      | Reece Gold          | Reece Gold          | HMD con Dale Coyne Racing | [ 39 ] |
| 5    | Detroit          | Louis Foster        | Hunter McElrea      | Nolan Siegel        | Nolan Siegel        | HMD con Dale Coyne Racing | [ 39 ] |
| 6    | Road America     | Kyffin Simpson      | Nolan Siegel        | Nolan Siegel        | Nolan Siegel        | HMD con Dale Coyne Racing | [ 40 ] |
| 7    | Mid-Ohio         | Christian Rasmussen | Christian Rasmussen | Christian Rasmussen | Louis Foster        | Andretti Autosport        | [ 41 ] |
| 8    | Iowa             | Jacob Abel          | Louis Foster        | Christian Rasmussen | Christian Rasmussen | HMD con Dale Coyne Racing | [ 42 ] |
| 9    | Nashville        | Christian Rasmussen | Christian Rasmussen | Christian Rasmussen | Christian Rasmussen | HMD con Dale Coyne Racing | [ 43 ] |
| 10   | Indianapolis     | Hunter McElrea      | Louis Foster        | Hunter McElrea      | Hunter McElrea      | Andretti Autosport        | [ 44 ] |
| 11   | World Wide       | Christian Rasmussen | Hunter McElrea      | Christian Rasmussen | Christian Rasmussen | HMD con Dale Coyne Racing | [ 45 ] |
| 12   | Portland         | Louis Foster        | Nolan Siegel        | Louis Foster        | Louis Foster        | Andretti Autosport        | [ 45 ] |
| 13   | Laguna Seca      | Hunter McElrea      | Christian Rasmussen | Hunter McElrea      | Hunter McElrea      | Andretti Autosport        | [ 46 ] |
| 14   | Laguna Seca      | Christian Rasmussen | Christian Rasmussen | Christian Rasmussen | Christian Rasmussen | HMD con Dale Coyne Racing | [ 47 ] |

## Classifiche
Sistema punteggio
| Position         | 1° | 2° | 3° | 4° | 5° | 6° | 7° | 8° | 9° | 10° | 11° | 12° | 13° | 14° | 15° | 16° | 17° | 18° | 19° | 20° |
| Punti (Stradali) | 30 | 25 | 22 | 19 | 17 | 15 | 14 | 13 | 12 | 11  | 10  | 9   | 8   | 7   | 6   | 5   | 4   | 3   | 2   | 1   |
| Punti (Ovali)    | 45 | 38 | 33 | 29 | 26 | 23 | 21 | 20 | 18 | 17  | 15  | 14  | 12  | 11  | 9   | 8   | 6   | 5   | 4   | 2   |

- Punto addizionale al pilota che fa la pole.
- Punto addizionale al pilota con più giri in testa.

### Classifica Piloti
| Pos | Piloti                 | STP | ALA | IMS1 | DET | DET | ROA | MOH | IOW | NSH  | IMS2 | GAT  | POR | LAG | LAG | Punti |
| --- | ---------------------- | --- | --- | ---- | --- | --- | --- | --- | --- | ---- | ---- | ---- | --- | --- | --- | ----- |
| 1   | Christian Rasmussen    | 4   | 1L* | 5    | 9   | 2   | 19  | 3L* | 1L* | 11L* | 6    | 11L* | 5   | 2   | 1L* | 539   |
| 2   | Hunter McElrea         | 5   | 13  | 4    | 7L  | 4   | 3   | 4   | 5   | 2    | 1L*  | 3L   | 15  | 1L* | 2   | 474   |
| 3   | Nolan Siegel RY        | 2L  | 2   | 13   | 8L  | 1L* | 1L* | 15  | 15  | 5    | 12   | 6    | 2   | 16  | 7   | 415   |
| 4   | Louis Foster R         | 14L | 14  | 2    | 19  | 3L  | 6   | 1L  | 7   | 6    | 17   | 2    | 1L* | 18  | 3   | 410   |
| 5   | Jacob Abel             | 3L* | 16  | 9    | 4   | 9   | 2   | 6   | 2L  | 3    | 4    | 4    | 16  | 14  | 5   | 397   |
| 6   | Danial Frost           | 1L  | 10  | 11   | 18  | 5   | 7   | 11  | 14  | 16   | 7    | 5    | 3   | 3   | 6   | 361   |
| 7   | James Roe Jr.          | 17  | 5   | 7    | 10  | 6   | 5   | 12  | 9   | 4    | 2    | 15   | 8   | 9   | 15  | 335   |
| 8   | Reece Gold R           | 8   | 17  | 16   | 1L* | 12  | 4L  | 5   | 12  | 9    | 3    | 9    | 14  | 10  | 14  | 334   |
| 9   | Ernie Francis Jr.      | 6   | 8   |      | 3   | 7   | 12  | 13  | 8   | 18   | 14   | 8    | 7   | 7   | 8   | 300   |
| 10  | Kyffin Simpson         | 10  | 18  | 3    | 13  | 17  | 8   | 2   | 16  | 15   | 5    |      | 13  | 4   | 17  | 283   |
| 11  | Christian Bogle        | 12  | 7   | 18   | 6   | 15  | 13  | 16  | 13  | 12   | 13   | 11   | 4   | 11  | 16  | 266   |
| 12  | Jamie Chadwick R       | 13  | 11  | 15   | 11  | 16  | 15  | 10  | 10  | 8    | 10   | 12   | 6   | 15  | 12  | 262   |
| 13  | Jagger Jones R         | 18  | 12  | 14   | 2   | 19  | 9   | 14  | 11  | 17   | 18   |      | 12  | 8   | 10  | 241   |
| 14  | Rasmus Lindh           | 9   |     | 8    | 12  | 14  | 18  | 7   | 3   | 7    | 15   | 14   |     |     |     | 210   |
| 15  | Josh Pierson R         | 16  |     | 17   |     |     | 11  | 9   | 6   | 10   | 8    | 10   | 17  |     |     | 173   |
| 16  | Matthew Brabham        |     |     |      |     |     |     |     | 4   | 13   |      | 7    | 9   | 5   | 4   | 159   |
| 17  | Colin Kaminsky R       | 11  | 6   | 12   | 16  | 8   | 10  |     |     |      | 11   | 13   |     |     |     | 159   |
| 18  | Enaam Ahmed R          | 19  | 4   | 10   | 5   | 10  | 17  | 8   |     |      |      |      |     |     |     | 150   |
| 19  | Matteo Nannini R       | 15  | 15  | 1L*  | 14  | 11  | 16  | 17  |     |      |      |      |     |     |     | 146   |
| 20  | Josh Green R           | 7   | 9   | 6    | 15  | 18  | 14  |     |     |      |      |      |     |     |     | 119   |
| 21  | Victor Franzoni        |     |     |      |     |     |     |     |     | 14   | 19   |      | 11  | 6   | 13  | 91    |
| 22  | Yuven Sundaramoorthy R |     |     |      |     |     |     |     |     | 11   |      |      | 10  | 13  | 9   | 77    |
| 23  | Toby Sowery            |     | 3   |      | 17  | 13  |     |     |     |      |      |      |     |     |     | 65    |
| 24  | Francesco Pizzi R      |     |     |      |     |     |     |     |     | 19   | 16   |      |     | 12  | 18  | 55    |
| 25  | Kiko Porto R           |     |     |      |     |     |     |     |     |      | 9    |      |     | 17  | 11  | 54    |
| Pos | Piloti                 | STP | ALA | IMS1 | DET | DET | ROA | MOH | IOW | NSH  | IMS2 | GAT  | POR | LAG | LAG | Punti |